# A Wringing Good Joke
A Wringing Good Joke je americký němý film z roku 1899, produkovaný Edison Manufacturing Company. Režisérem je James H. White (1872–1944). Film trvá zhruba 1 minutu a premiéru měl v dubnu 1899.
Filmem se pravděpodobně nechali inspirovat tvůrci snímku As in a Looking Glass z roku 1903.

## Děj
Děda sedí na svém křesle v kuchyni a spí. Mezitím žena pere prádlo. Když jde žena otevřít dveře, začne se bavit s nějakým pánem. Toho využije kluk, který přiváže židli dědečka k ručníku, který je ve škopku na prádlo. Když se žena vrátí, vloží ručník do ždímačky, čímž pohne se židlí a dědeček padá. Žena uklouzne po mokré podlaze a škopek se převrhne. Chlapec, který všechno sleduje zpovzdálí, vyskočí a směje se.